# Torre de Santo Domingo de Silos (Córdoba)
La torre de Santo Domingo de Silos, ubicada en la plaza de la Compañía en el casco histórico de Córdoba es, prácticamente, el único vestigio que se conserva de la iglesia del mismo nombre, fundada por Fernando III tras la conquista de la ciudad y una de las catorce parroquias que el monarca estableció en Córdoba. Su configuración actual es fruto de las obras realizadas por Francisco Vázquez, que tuvieron lugar en torno a los años 1762 o 1763. 
De ese mismo edificio también se ha conservado la Capilla de la Concepción integrada actualmente en el Archivo Histórico Provincial de Córdoba. Constituyendo el conjunto un exponente, al menos visual, de una Córdoba hoy ya desaparecida. Con posterioridad, en el barroco, la Torre sufre transformaciones, datando de esa época la imagen y aspecto actual.
La torre de Santo Domingo de Silos está declarada Bien de interés cultural en la categoría de monumento desde el año 2001.

## Descripción
La torre presenta planta cuadrada, con tres pisos superpuestos de tamaño decreciente, faltando en el último cuerpo el capitel que lo remataría. El primer cuerpo se presenta macizado, con ornamentación escasa. El segundo posee vanos adintelados a través de los cuales penetra la luz, enmarcados por decoración de placas y rematados algunos de ellos por frontones triangulares; las ventanas están adornadas con lacería de inspiración gótico-mudéjar. El tercer cuerpo recibe la luz por medio de ventanas de medio punto enmarcadas en pilastras, así mismo con decoración de placas y rematadas por escudos eclesiásticos. Los escasos restos de pintura que se conservan evidencian que estaba policromada, lo que suele ser habitual en las edificaciones barrocas.